# Radfahrer-Verein Posen
Radfahrer-Verein Posen – nieistniejące towarzystwo kolarskie, utworzone w Poznaniu w 1886.
Członkami towarzystwa byli głównie kupcy niemieccy, których stać było na nabycie roweru - urządzenia na owe czasy stosunkowo drogiego. W maju 1895 RVP zorganizowało pierwsze w Poznaniu zawody kolarskie na torze na Szelągu, który był podówczas jednym z czołowych terenów wypoczynku i rekreacji mieszkańców miasta. Współorganizatorem był Radfahrer Club Germania Posen. W 1911 świętowano uroczyście 25-lecie powstania klubu z udziałem niemieckich towarzystw kolarskich z terenu Śląska, Pomorza i Prus Wschodnich. 